# Ġbejna Tan-nagħaġ
Il Ġbejna Tan-nagħaġ è un formaggio tipico di Malta.

## Descrizione
Il Ġbejna Tan-nagħaġ è un formaggio, circolare e spesso di piccole dimensioni, a base di latte di pecora maltese e dei suoi incroci. Ne esistono tre versioni: quello fresco (friska), quello essiccato all'aria (niexfa) e quello marinato e pepato (tal-bżar). Dal 28 gennaio 2025, il Ġbejna Tan-nagħaġ è protetto da un marchio DOP.